# 김정미 (가수)
김정미(1953년 4월 23일 ~ )는 대한민국의 록 가수였다.

## 삶
김정미는 1953년 4월 23일, 사업가(운수업) 김순성의 1남 5녀 중 둘째 딸로 서울에서 태어났다. 고등학교 3학년인 1971년 신중현사단에 들어와 영화 《대합실의 여인》, 《늑대와 고양이들》의 OST를 불러, 국내에선 특이한 경력으로 사이키델릭 록 보컬리스트로 데뷔한다. 당시 여성 사이키델릭 록 보컬리스트는 《제퍼슨 에어플레인》의 보컬 그레이스 슬릭, 《빅 브라더 & 더 홀딩 컴퍼니》의 보컬 재니스 조플린, 《마마스 앤 파파스》의 미셸 필립스, 캐스 엘리엇 정도 뿐이었다. 그 후 신중현의 록 밴드 《The Men, 엽전》의 록 보컬리스트로 활약, 신중현과 실험적인 한국 사이키델릭 록의 기념비적인 음반 NOW,바람을 발표했지만 당시 정부에 의한 창법 저속과 금지곡 판정 등이 계속되어 결국 6년 간의 음악 활동을 마치고 1977년에 음악계를 떠났다.

## 음악 성향
김추자와 창법이 비슷하다. 둘 다 신중현이 노래를 지도했기 때문이다. 하지만 김정미는 1년 후 사이키델릭 록 창법을 구사하여 종국엔 두 사람의 창법이 확연히 달라졌다. 대부분 신중현이 작곡한 김정미의 음악들은 사이키델릭 록으로 몽환적이고 관능적인 분위기가 특징이다.

## 음반
- 첫녹음 - 1971년 영화 OST 《대합실 여인》, 《늑대와 고양이》 신중현 작사, 작곡

연주 - 신중현 함중아 록 밴드 골든그레입스
- 데뷔 앨범 - 1971년 《아니야》, 《간다고하지마오》 신중현 작사, 작곡

연주 - 신중현 함중아 록 밴드 골든그레입스(훗날 양키스로 이름이 바뀜)
- 1, 2집 앨범 - 1972년 《김정미 가요 1.2집》 신중현 작사, 작곡

연주 - 신중현 록 밴드 더멘
- 3, 4집 앨범 - 1973년 《김정미 바람,김정미 나우》 신중현 작사, 작곡

연주 - 신중현 록 밴드 더멘
- 5집 앨범 - 1974년 《김정미모음/ 갈대, 담배꽁초》 신중현 작사, 작곡

연주 - 신중현 록 밴드 엽전들
- 1977년 그외 다른 작곡가의 음반 2장 발표.
- 마지막으로 재니스 조플린의 〈Move Over〉 한글버전으로 리메이크 〈난 정말 몰라요〉 발표 후 은퇴함.
- 2011년 10월 대한민국 여성 뮤지션 최초로 4집 앨범 [김정미 나우] LP CD 동시에 미국에서 발매됨

## 앨범 목록
- 1971년 신중현 SOUND VOL.2
- 1972년 김정미 최신가요집
- 1973년 간다고 하지마오/아니야
- 1973년 바람/추억
- 1973년 나우『KIM JUNG MI NOW』
- 1974년 이건 너무 하잖아요/갈대
- 1975년 KING HIT ALBUM
- 1977년 나는 바본가봐 / 난 정말 몰라요
- 1978년 버들피리의 유영민
- 1978년 독집 처음만나 / 저녁목장
- 1980년 스타SHOW쇼 제1집
- 오아시스 힛트송 제14집